# The Box (filme de 1967)
The Box é um filme de curta-metragem animado norte-americano de 1967, dirigido por Fred Wolf.

## Visão geral
O filme reconta a história da Arca de Noé ambientada em um bar com um idoso carregando uma caixa enquanto outros que entram lá cada um querendo saber o que está lá dentro. Venceu o Oscar de melhor curta-metragem de animação na edição de 1968. Em 2003, o Arquivo de Filmes da Academia preservou The Box.